# Rhapsody of the Darkness
「Rhapsody of the Darkness」（ラプソディー・オブ・ザ・ダークネス）は、Versaillesの通算7枚目のシングル。2012年4月25日にワーナーミュージック・ジャパンから配信限定でリリースされた。

## 解説
Versaillesメジャー3枚目のシングルかつ初の配信限定シングルである。またデビュー5周年記念作品でもある。
日本のみならず、イギリスやフランス、ブラジルをはじめとするヨーロッパ・南米など、日本を含め全51ヶ国で配信リリースされた。

## 収録曲
1. Rhapsody of the Darkness [4:58]
  - 作詞:KAMIJO／作曲:HIZAKI
2. Illusion [5:05]
  - 作詞・作曲:KAMIJO